# (8354) 1989 RF
1989 أر أف (ويعرف أيضًا باسم (8354) 1989 أر أف وفق تسمية الكوكب الصغير) (بالإنجليزية: 1989 RF)‏ هو كويكب ضمن حزام الكويكبات؛ وترتيبه 8354 من حيث الاكتشاف.
اكتُشف هذا الجُرم الفلكي بواسطة إيريك والتر إلست في 1 سبتمبر 1989.

## وصلات خارجية
- (8354) 1989 RF في قاعدة بيانات مختبر الدفع النفاث لأجرام النظام الشمسي الصغيرة

- الاكتشاف · مخطط المدار ·  العناصر المدارية · المعلمات المادية

- (8354) 1989 RF على موقع ويكي سكاي: DSS2, SDSS, GALEX, IRAS, Hydrogen α, X-Ray, Astrophoto, Sky Map, Articles and images